# 国分北
国分北（こくぶきた）は、神奈川県海老名市の町名。現行行政地名は国分北一丁目から国分北四丁目。住居表示実施済み区域。

## 地理
市内北東部に位置し、北を国道246号、南を相模鉄道本線および厚木線、東を目久尻川、西をJR相模線に囲まれた領域である。
北西から北にかけて上今泉、東で柏ケ谷、南で国分南およびめぐみ町、西で泉とそれぞれ接するほか、南西で扇町ともわずかに接する（いずれも海老名市）。地内は西から東に向かって一丁目〜四丁目が所在する。

### 面積
面積は以下の通りである。
| 丁目         | 面積（km2） |
| ------------ | ----------- |
| 国分北一丁目 | 0.28        |
| 国分北二丁目 | 0.20        |
| 国分北三丁目 | 0.28        |
| 国分北四丁目 | 0.13        |
| 計           | 0.89        |

### 地価
住宅地の地価は、2023年（令和5年）1月1日の公示地価によれば、国分北2-18-15の地点で16万9000円/m2となっている。

## 歴史
1991年（平成3年）に大字国分で住居表示が実施されたことで成立した。
- 1991年（平成3年）11月11日 - 海老名市大字国分の一部が分離、国分北一丁目〜四丁目成立[7][8]。

## 世帯数と人口
2023年（令和5年）1月1日現在（海老名市発表）の世帯数と人口は以下の通りである。
| 丁目         | 世帯数    | 人口    |
| ------------ | --------- | ------- |
| 国分北一丁目 | 1,870世帯 | 3,828人 |
| 国分北二丁目 | 1,031世帯 | 2,154人 |
| 国分北三丁目 | 774世帯   | 1,958人 |
| 国分北四丁目 | 181世帯   | 460人   |
| 計           | 3,856世帯 | 8,400人 |

### 人口の変遷
国勢調査による人口の推移。
| 年                 | 人口  |
| ------------------ | ----- |
| 1995年（平成7年）  | 8,576 |
| 2000年（平成12年） | 8,463 |
| 2005年（平成17年） | 8,253 |
| 2010年（平成22年） | 8,046 |
| 2015年（平成27年） | 8,004 |
| 2020年（令和2年）  | 8,359 |

### 世帯数の変遷
国勢調査による世帯数の推移。
| 年                 | 世帯数 |
| ------------------ | ------ |
| 1995年（平成7年）  | 2,997  |
| 2000年（平成12年） | 3,095  |
| 2005年（平成17年） | 3,218  |
| 2010年（平成22年） | 3,340  |
| 2015年（平成27年） | 3,445  |
| 2020年（令和2年）  | 3,756  |

## 学区
市立小・中学校に通う場合、学区は以下の通りとなる（2022年12月時点）。
| 丁目         | 番・番地等                        | 小学校                                                | 中学校                                                    |
| ------------ | --------------------------------- | ----------------------------------------------------- | --------------------------------------------------------- |
| 国分北一丁目 | 1番                               | 海老名市立海老名小学校                                | 海老名市立海老名中学校                                    |
| 国分北一丁目 | 2番                               | 海老名市立今泉小学校 海老名市立上星小学校（選択可能） | 海老名市立海老名中学校 海老名市立今泉中学校（選択可能）   |
| 国分北一丁目 | 3〜41番                           | 海老名市立今泉小学校 海老名市立上星小学校（選択可能） | 海老名市立今泉中学校                                      |
| 国分北二丁目 | 1〜7番                            | 海老名市立今泉小学校                                  | 海老名市立海老名中学校 海老名市立今泉中学校（選択可能）   |
| 国分北二丁目 | 8〜23番                           | 海老名市立上星小学校                                  | 海老名市立海老名中学校 海老名市立今泉中学校（選択可能）   |
| 国分北三丁目 | 1～14番 23番 25～39番             | 海老名市立杉本小学校                                  | 海老名市立海老名中学校 海老名市立柏ケ谷中学校（選択可能） |
| 国分北三丁目 | 24番22号                          | 海老名市立杉本小学校                                  | 海老名市立海老名中学校                                    |
| 国分北三丁目 | 15～22番 24番1～21号 24番23～99号 | 海老名市立杉本小学校                                  | 海老名市立柏ケ谷中学校                                    |
| 国分北四丁目 | 1～16番                           | 海老名市立杉本小学校                                  | 海老名市立柏ケ谷中学校                                    |
| 国分北四丁目 | 17番                              | 海老名市立杉本小学校                                  | 海老名市立海老名中学校                                    |

## 事業所
2021年（令和3年）現在の経済センサス調査による事業所数と従業員数は以下の通りである。
| 丁目         | 事業所数  | 従業員数 |
| ------------ | --------- | -------- |
| 国分北一丁目 | 34事業所  | 168人    |
| 国分北二丁目 | 37事業所  | 349人    |
| 国分北三丁目 | 23事業所  | 141人    |
| 国分北四丁目 | 12事業所  | 222人    |
| 計           | 106事業所 | 880人    |

### 事業者数の変遷
経済センサスによる事業所数の推移。
| 年                 | 事業者数 |
| ------------------ | -------- |
| 2016年（平成28年） | 105      |
| 2021年（令和3年）  | 106      |

### 従業員数の変遷
経済センサスによる従業員数の推移。
| 年                 | 従業員数 |
| ------------------ | -------- |
| 2016年（平成28年） | 627      |
| 2021年（令和3年）  | 880      |

## 主な施設

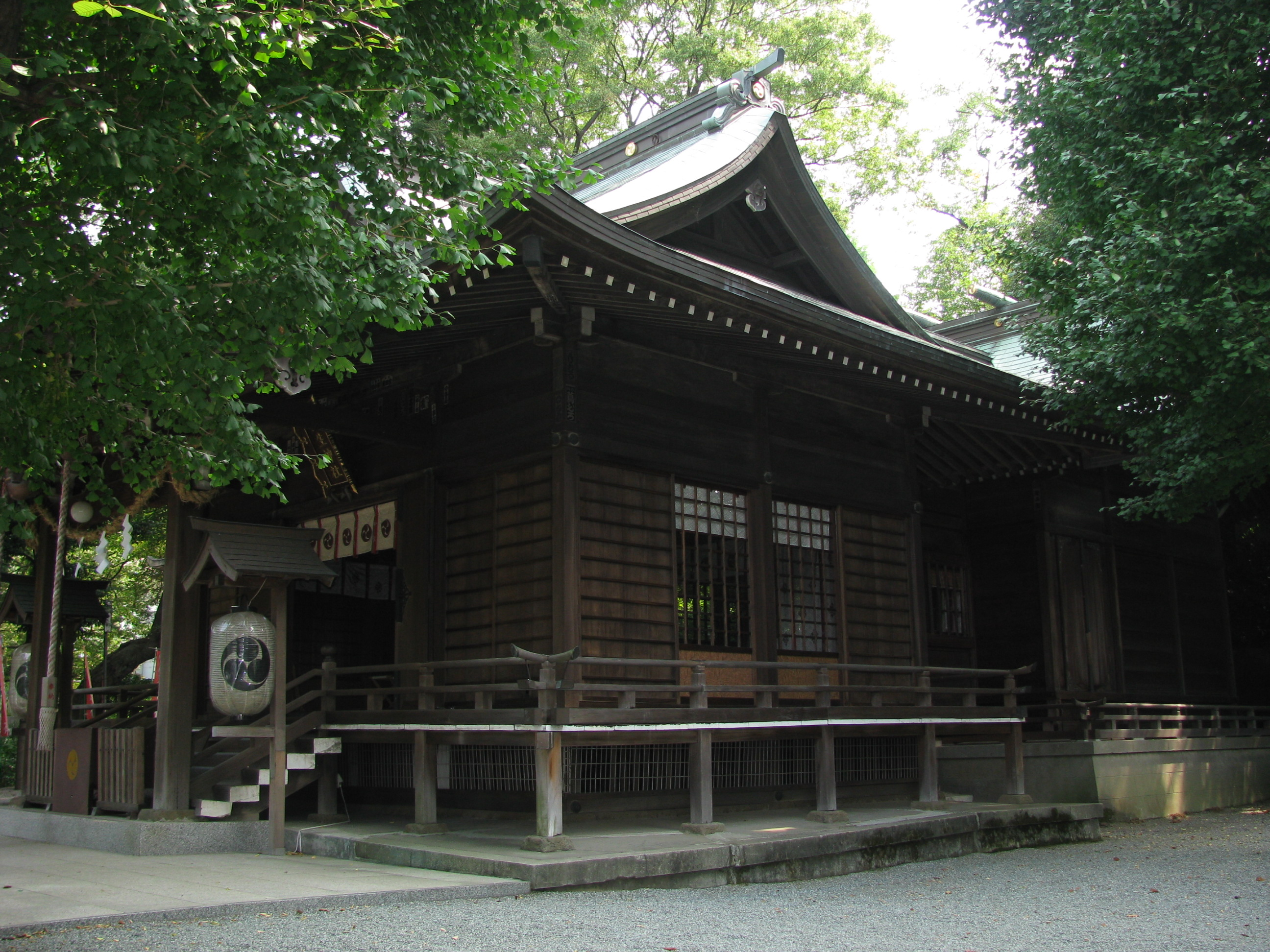
彌生神社

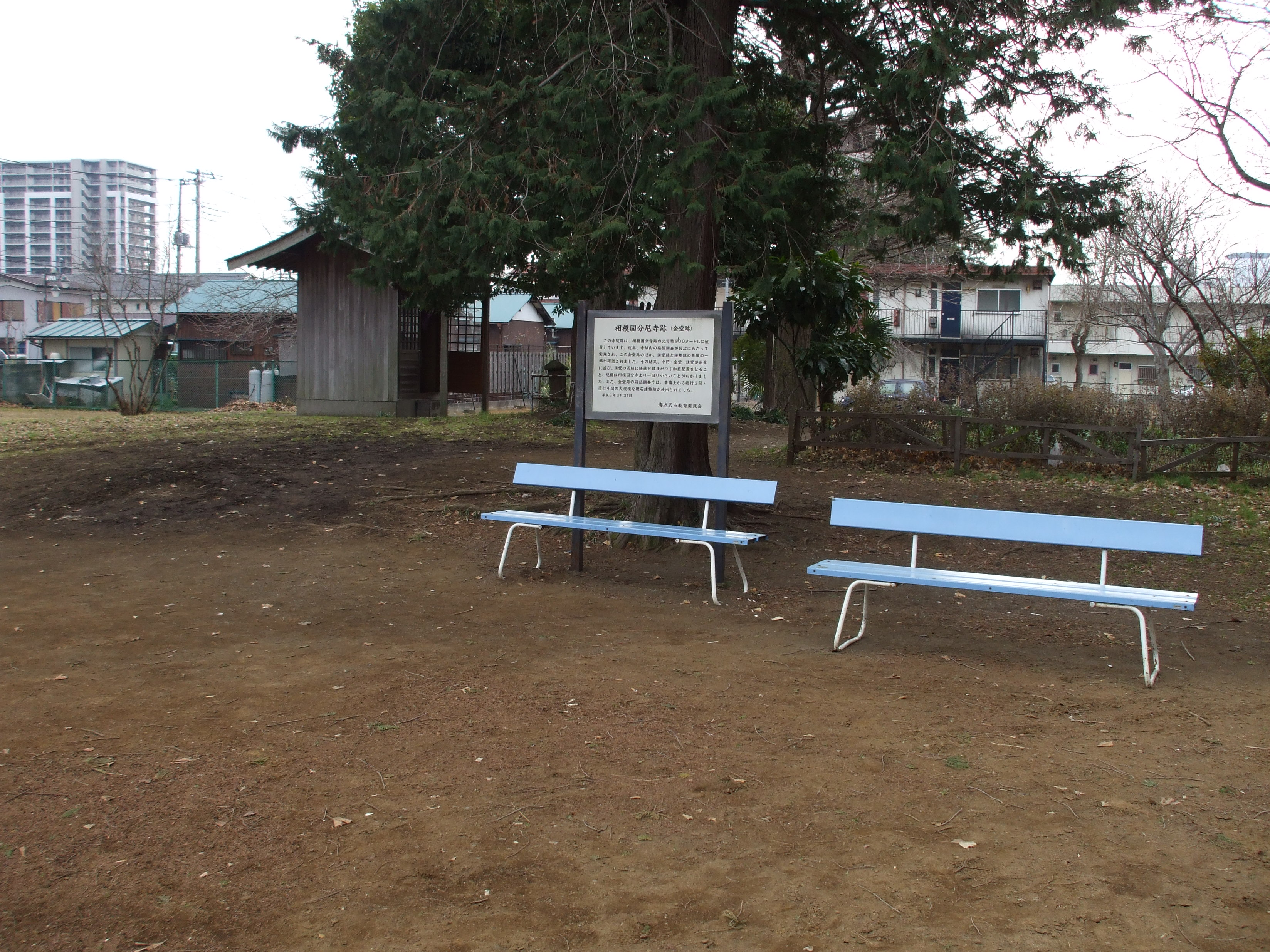
相模国分尼寺跡

国分北一丁目
- えびな国分団地
- 日月神社
- 内出稲荷
- 国分尼寺（こくぶあまでら）公園[18]
- 国分第二公園[18]
- 国分尼寺第一児童遊園[18]
- 国分尼寺第二児童遊園[18]
- 国分北一丁目緑地[18]

国分北二丁目
- 龍峰寺
- 彌生神社（wikidata）
- 相模国分尼寺跡
- 小田急電鉄海老名変電所
- 相模鉄道本線・厚木線 相模国分信号所
- 清水寺公園[18]（一部は三丁目に位置）

国分北三丁目
- ふたば愛子園
- 国分第一児童公園[18]
- 大松原第一児童遊園[18]
- 大松原第二児童遊園[18]
- 大松原第三児童遊園[18]
- 大松原第四児童遊園[18]
- 大松原第五児童遊園[18]
- 緑地やすらぎ公園[18]
- 国分第一緑地[18]
- 国分第二緑地[18]
- 国分北三丁目緑地[18]

国分北四丁目
- 海老名市立杉本小学校
- 国分緑地公園[18]
- 国分第三緑地[18]
- 国分第四緑地[18]
- 国分第五緑地[18]

## 交通

### 鉄道
小田急小田原線・相鉄本線・相鉄厚木線・JR相模線が地内を通過するが、駅はない（相鉄のみ信号場が所在）。最寄駅は海老名駅およびかしわ台駅。
なお、1943年（昭和18年）に海老名駅と入れ替わる形で廃駅となった小田急小田原線（当時は東京急行電鉄所属）の海老名国分駅跡地が地内に位置する。

### 道路
地内を通る高速道路はない。
国道
- 国道246号（大和厚木バイパス） - 北端を通過。

一般県道
- 神奈川県道407号杉久保座間線 - 1丁目・2丁目にかけて南北に走る。

### バス
県道407号上を神奈川中央交通の路線が走り、東部では海老名市コミュニティバスが通過している。

## その他

### 日本郵便
- 郵便番号 : 243-0406[3]（集配局 : 綾瀬郵便局[19]）。